# Mikołaj (Kocvár)
Mikołaj, imię świeckie Mikuláš Kocvár (ur. 19 grudnia 1927 w Hanigovcach, zm. 2006 w Preszowie) – czeski biskup prawosławny, zwierzchnik Kościoła Prawosławnego Czech i Słowacji w latach 2000–2006.

## Życiorys
Wykształcenie średnie zdobył w gimnazjum rosyjskim w Pradze, tam też ukończył seminarium duchowne. W Moskiewskiej Akademii Duchownej w 1959 uzyskał wyższe wykształcenie teologiczne. W 1950 został wyświęcony na kapłana. Pracę duszpasterską rozpoczął w parafii w Mikulášovej. Następnie obsługiwał różne parafie na ziemiach słowackich.
Wieczyste śluby mnisze złożył w 1965, 28 lutego tego samego roku przyjął chirotonię biskupią i został biskupem preszowskim. W charakterze konsekratorów w obrzędzie wzięli udział metropolita praski Doroteusz, arcybiskup berliński i niemiecki Cyprian i biskup michajłowski Metody. W 1987 otrzymał godność arcybiskupa. Pracę duszpasterską łączył z pracą wykładowcy teologii systematycznej na Uniwersytecie w Preszowie. Brał aktywny udział w ruchu ekumenicznym (prawosławno-protestanckim i prawosławno-katolickim). Wielokrotnie reprezentował Kościół Prawosławny Czech i Słowacji w czasie oficjalnych wizyt w innych autokefalicznych Kościołach lokalnych (Patriarchat Konstantynopolitański, Rosyjski Kościół Prawosławny, Gruziński Kościół Prawosławny, Bułgarski Kościół Prawosławny, Grecki Kościół Prawosławny, Polski Autokefaliczny Kościół Prawosławny, Kościół Prawosławny w Ameryce).
W 2000, po śmierci metropolity Doroteusza, został nowym metropolitą ziem czeskich i Słowacji, łącząc urząd z obowiązkami arcybiskupa preszowskiego.
W ostatnich latach życia cierpiał na chorobę Parkinsona.

## Odznaczenia
- Order św. Sergiusza z Radoneża II stopnia (Rosyjski Kościół Prawosławny)
- Order św. Jerzego II stopnia (Gruziński Kościół Prawosławny)
- Order św. Pawła (Grecki Kościół Prawosławny)
- Doktorat honoris causa Uniwersytetu w Preszowie[2].